# Neomorphus squamiger
Neomorphus squamiger е вид птица от семейство Кукувицови (Cuculidae). Видът е световно застрашен, със статут Уязвим.

## Разпространение
Видът е разпространен в Боливия, Бразилия, Еквадор, Колумбия, Коста Рика, Никарагуа, Панама и Перу.